# Hampton Roads
Pour les articles homonymes, voir Hampton.

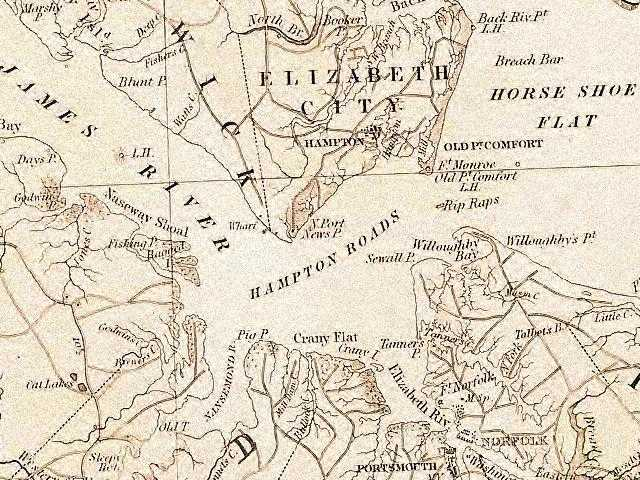
La région de Hampton Roads en 1859

Hampton Roads est le nom à la fois d’une étendue d’eau et des terres environnantes se trouvant au sud-est de la Virginie aux États-Unis.
L’étendue d’eau nommée Hampton Roads (familièrement appelée the harbor ; le « port » en français) est l’un des plus grands ports naturels au monde qui regroupe l’embouchure des fleuves Elizabeth et James ainsi que de plusieurs rivières mineures et qui se jette ensuite dans la baie de Chesapeake, puis dans l'océan Atlantique. Pendant la guerre de Sécession, le célèbre combat de Hampton Roads se déroula dans cette étendue d'eau.
Le nom de Hampton Roads appliqué à la région côtière regroupe la plupart des comtés et villes de la région sud-est de la Virginie et est inclus dans la région statistique de Virginia Beach-Norfolk-Newport News (VA-NC MSA). Cette région, abritant une population totale d’environ 1,6 million d’habitants, est la quatrième plus grande zone métropolitaine du sud-est des États-Unis et la plus importante entre Washington D.C. et Atlanta.

## Histoire de la région

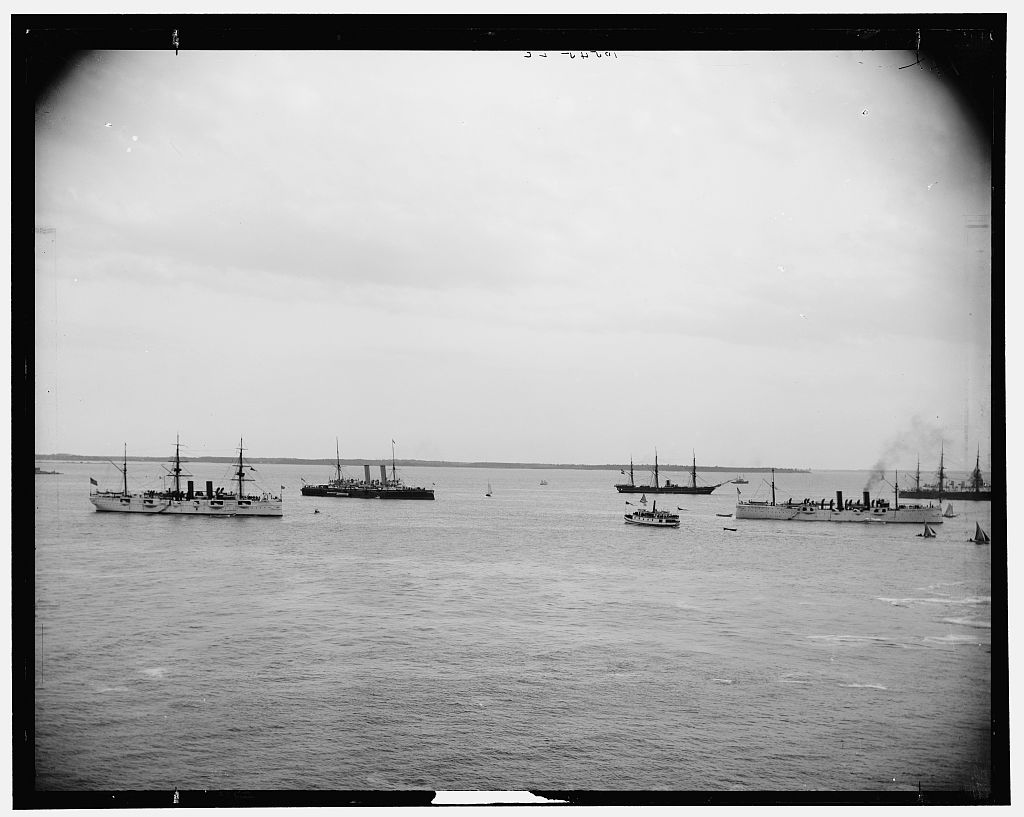
Le Squadron of Evolution à Hampton Roads en 1889/1890.

Le terme « Hampton Roads » est utilisé depuis plusieurs siècles, la région n’étant alors qu’un avant-poste britannique. Utilisé au XVIIe pour désigner le port naturel, ce nom honore la mémoire de l’un des fondateurs de la Virginia Company et grand défenseur de la colonisation de la Virginie, Henry Wriothesley (3e comte de Southampton). D’autre part, rappelant la sécurité du port naturel, le nom de « Road », dans la terminologie nautique, signifie « un endroit moins abrité qu'un port où les bateaux peuvent monter à l'ancre ». L'entrée de la baie de Chesapeake est alors défendue par Fort Monroe, construit en 1819 et par Fort Wool, (également connu sous le nom de Fort Calhoun), construit en 1829. 
Le célèbre combat de Hampton Roads entre l’USS Monitor et le CSS Virginia (ex-USS Merrimack de l'Union capturé et rebaptisé par les Confédérés) lors de la guerre de Sécession se produisit dans les eaux d’Hampton Road entre le 8 mars 1862 et le 9 mars 1862. Ce fut la première bataille navale entre deux cuirassés.
Une exposition universelle (nommée Jamestown Exposition) est organisée en 1907 dans la région. Échec commercial complet (la manifestation coûtera au total plus de 7 millions de dollars au comité d’organisation), cette exposition fait tout de même le bonheur de l’US Navy qui récupère les installations pour les transformer, créant ainsi la Base navale de Norfolk.
Le 21 février 1922, l'explosion en vol d'un dirigeable au-dessus d'Hampton Roads provoqua 34 morts et 9 blessés graves sur les 45 personnes présentes à bord.
En 1957, le premier complexe pont-tunnel du monde est construit à Hampton Roads sous le nom de Hampton Roads Bridge–Tunnel (en). Terminus sud du fameux Chesapeake Bay Bridge-Tunnel, il est considéré comme l’une des sept merveilles du monde moderne.

## Géographie

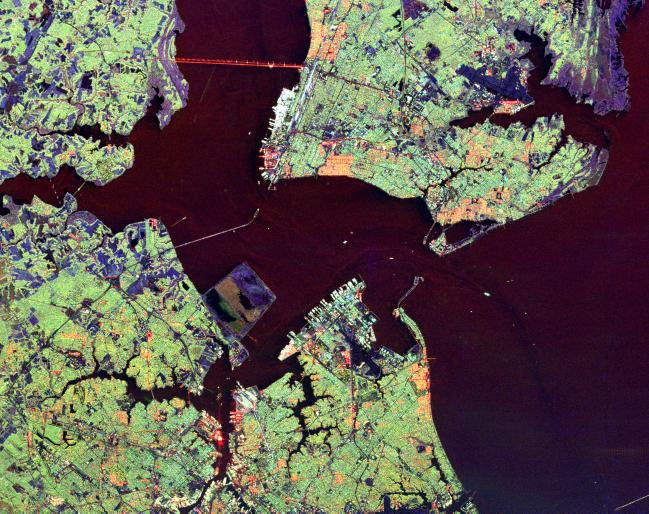
La région de Hampton Roads aujourd’hui

L’étendue d’eau nommée Hampton Roads est un canal naturel où se rejoignent les eaux des fleuves James, Nansemond et Elizabeth avant de se jeter dans la baie de Chesapeake. Encore de nos jours, la région présente de grandes étendues sauvages, avec en particulier plusieurs kilomètres de plages et un marais. Dans ces endroits sont installés plusieurs refuges ainsi que des jardins botaniques et des parcs nationaux.
Les terres sont divisées en deux régions géographiques, la Péninsule, sur la rive nord et South Hampton Roads, sur la rive sud, où se trouve la majorité de la population locale. 
La Middle Peninsula, (comprenant les comtés de Gloucester et de Mathews) bien que ne faisant pas partie de la région géographique, est incluse dans la zone métropolitaine.

## Divisions politiques
La région de Hampton Roads est composée des comtés suivants :
- comté de Currituck (en Caroline du Nord) ;
- Gloucester ;
- Isle of Wight ;
- James City ;
- Mathews ;
- Southampton ;
- Surry ;
- York.

De plus, la région comprend les villes indépendantes (non attachées à un comté) suivantes : 
- Chesapeake ;
- Franklin ;
- Hampton ;
- Newport News ;
- Norfolk ;
- Poquoson ;
- Portsmouth ;
- Suffolk ;
- Virginia Beach ;
- Williamsburg.

## Infrastructure et économie
La région de Hampton Roads est une région attractive de la côte est des États-Unis du fait de sa position géographie avantageuse et de ses infrastructures.
La région est reliée au réseau autoroutier national en particulier par l'I 64 et le Pont-Tunnel de la Baie de Chesapeake qui offre la possibilité de longer la côte directement en voiture.
De plus Hampton Road est desservi par deux aéroports internationaux, l’Aéroport international de Newport News/Williamsburg et l’Aéroport international de Norfolk qui est le principal hub pour le transport de passagers et de fret de la région avec plus de 200 vols quotidiens.

### Le port
Hampton Roads est connu comme étant le plus grand port naturel du monde, situé à seulement quelques kilomètres de l'océan dans une baie de plus de 15 mètres de profondeur et à l’abri des glaces toute l’année. Depuis 1989, il sert de plaque tournante pour le commerce extérieur maritime sur l'Atlantique, est classé au second 
rang (après le port de La Nouvelle-Orléans) sur le tonnage d’export et au troisième rang national en taille totale.
En 1996, avec ses 2 700 places d’amarrage, le port est classé au neuvième rang national. Les équipements de chargement du charbon permettent de traiter plus de 65 millions de tonnes annuellement. 
La quasi-totalité des compagnies de transport maritime amarrent dans le Port de Hampton Roads qui relie la Virginie à plus de 250 ports dans une centaine de destinations.

### Économie
On estime la population active de Hampton Roads à près de 790 000 personnes avec plus de 35 000 personnes travaillant dans le secteur maritime, dans la distribution ou la logistique. Le taux de croissance est fort, avec environ 6 000 emplois supplémentaires tous les ans.
En 2005, on comptait 168 compagnies multinationales, représentant 24 pays différents, dans la région. La France y était le quatrième pays investisseur (7 %), derrière le Royaume-Uni (14 %), le Japon (19 %) et l’Allemagne (21 %).

### Présence militaire et gouvernementale
Hampton Roads est également l’un des points clés de l'armée américaine et du gouvernement. En effet, la région regroupe des centres stratégiques de premier plan, dont : 
- la base navale de Norfolk, la plus grande base aéronavale au monde,
- la base aérienne de Langley de l’United States Air Force,
- l’unité expéditionnaire du corps des Marines de Little Creek,
- les sièges de la CIA, de la Federal Highway Administration, la Claude Moore Colonial Farm du National Park Service, ainsi que le plus ancien des centres de recherche, le centre de recherche Langley de la NASA.

Outre ces sites majeurs, une dizaine d'autres moins importants se trouvent également dans les environs. On peut également citer le quartier général de l’OTAN commandement allié Transformation.

## Zone historique
Dans la région de la Péninsule se trouve l’une des principales zones historiques des États-Unis, nommé le « Triangle historique de la Virginie coloniale » (Historic Triangle of Colonial Virginia) qui regroupe trois communautés coloniales reliées par la Colonial Parkway :
- Jamestown : le premier poste permanent anglais sur le sol du Nouveau Monde y a été établi en 1607. C'est aujourd’hui un village touristique.
- Williamsburg : première capitale de la Virginie, cette ville est aujourd’hui un musée à ciel ouvert sur la vie courante des premiers colons américains.
- Yorktown : lors de la guerre d’indépendance, ce fut le lieu de la décisive et victorieuse bataille de Yorktown (septembre-octobre 1781) pour les insurgés américains. Différentes attractions touristiques rappellent cet épisode aujourd'hui.